# От каждого по способностям, каждому по потребностям
От ка́ждого по спосо́бностям, ка́ждому по потре́бностям (фр. De chacun selon ses facultés, à chacun selon ses besoins; англ. From each according to his ability, to each according to his needs) или Ка́ждый по спосо́бностям, ка́ждому по потре́бностям (нем. Jeder nach seinen Fähigkeiten, jedem nach seinen Bedürfnissen) — лозунг, впервые использованный Луи Бланом в 1851 году (хотя более ранняя версия выражения появилась у Этьенна-Габриэля Морелли в его «Кодексе природы») и популяризированный Карлом Марксом в «Критике Готской программы» в 1875 году. Лозунг отражает коммунистический идеал производства и распределения его результатов. По марксистскому представлению, производство должно базироваться на добровольном использовании своих способностей членами данного общества. Результатов такого труда должно вполне хватать для свободного удовлетворения потребностей всех людей без необходимости какого-либо эквивалентного обмена при распределении товаров и услуг. Такая схема будет возможна в результате очень высокой производительности труда, которая будет достигнута в развитом коммунистическом обществе.

## Происхождение фразы
Полностью абзац, содержащий формулировку точки зрения Маркса, в Критике Готской программы (1875 год) выглядит следующим образом:
На высшей фазе коммунистического общества, после того как исчезнет порабощающее человека подчинение его разделению труда; когда исчезнет вместе с этим противоположность умственного и физического труда; когда труд перестанет быть только средством для жизни, а станет сам первой потребностью жизни; когда вместе с всесторонним развитием индивидуумов вырастут и производительные силы и все источники общественного богатства польются полным потоком, — лишь тогда можно будет совершенно преодолеть узкий горизонт буржуазного права, и общество сможет написать на своем знамени: «Каждый по способностям, каждому — по потребностям»!
Хотя указанная фраза чаще всего приписывается Марксу, данный лозунг, являясь общим для социалистического движения, впервые использован Луи Бланом в 1851 году. Кроме того, Этьен Кабе в книге «Путешествие в Икарию» (1840 г.) описал идеальную страну, главный принцип в которой — «от каждого по его силам, каждому по его потребностям».
Также происхождение этой фразы приписывалось французскому утописту Этьенну-Габриэлю Морелли, который в 1755 году предложил её в своём «Кодексе природы» в числе «Основных и священных законов, которые уничтожили бы в корне пороки и несчастья общества».
I. В обществе ничто не будет принадлежать отдельно или в собственность кому бы то ни было, кроме тех вещей, которые каждый употребляет для удовлетворения своих потребностей, для удовольствий или для своего повседневного труда.
II. Каждый гражданин будет должностным лицом, обеспеченным работою и получающим содержание на общественный счёт.
III. Каждый гражданин будет содействовать, со своей стороны, общественной пользе сообразно своим силам, дарованиям и возрасту. В зависимости от этого будут определены его обязанности, согласно распределительным законам. 
Некоторые учёные прослеживают происхождение фразы из Нового Завета. В Деяниях Апостолов образ жизни общества верующих в Иерусалиме описывается как общинный (без личного владения), с использованием фразы «каждому давалось в чём кто имел нужду»:
У множества же уверовавших было одно сердце и одна душа; и никто ничего из имения своего не называл своим, но всё у них было общее. Апостолы же с великою силою свидетельствовали о воскресении Господа Иисуса Христа; и великая благодать была на всех их. Не было между ними никого нуждающегося; ибо все, которые владели землями или домами, продавая их, приносили цену проданного и полагали к ногам Апостолов; и каждому давалось, в чём кто имел нужду. (Деян. 4:32—35).

## Критика идеи
Маркс очертил конкретные условия, при которых такой принцип был бы применим — общество, в котором технология и социальная организация, по существу, устранили необходимость в физическом труде для производства вещей, где «труд становится не только средством для жизни, а первейшей жизненной потребностью». Маркс объяснял свои убеждения тем, что в таком обществе каждый человек будет мотивирован на работу для блага общества, несмотря на отсутствие социального механизма принуждения к работе, поскольку работа стала бы приятной и творческой деятельностью. Под первой частью своего лозунга «от каждого по способностям» Маркс понимал не столько то, что каждый человек должен работать настолько усердно, как он может, сколько то, что каждый человек должен в максимальной мере развивать свои особые таланты.
Позиционируя себя как «находящегося на начальной стадии коммунизма» (то есть «социализма» в соответствии с терминологией Маркса), Советский Союз адаптировал эту формулу следующим образом: «От каждого по способностям, каждому по труду (рабочему вкладу)».
В то время как теология освобождения стремилась интерпретировать христианский призыв к справедливости, как находящийся в гармонии с этим марксистским изречением, некоторые христиане отмечали, что учение Иисуса Христа в притче о талантах (Мф. 25:14-30) даёт только первую половину изречения.